# Albinovano Pedone
Albinovano Pedone (in latino Albinovanus Pedo; Roma, I secolo a.C. – dopo il 15 d.C.) è stato un poeta romano.

## Biografia
Confidente di Ovidio, sembra essere stato il più importante poeta storico della tarda età augustea. Era forse legato ad un certo Celso Albinovano, poeta minore a cui Orazio indirizza una delle sue Epistole e probabilmente fu anche retore, visto che Seneca il Vecchio lo definisce fabulator elegantissimus.
Inoltre, sembra probabile la sua partecipazione ad alcune campagne militari, se è lui il praefectus equitum citato da Tacito a proposito delle campagne di Germanico nel 15 d.C.

## Opere
Pedone fu autore di un poema in cui narrava la spedizione di Germanico Giulio Cesare dei mari del Nord, avvenuta nel 16 e a cui forse lui stesso partecipò. Tuttavia, vittima del processo di mancata conservazione della produzione epica, che successivamente non risponderà alle nuove tendenze letterarie, della sua opera ci rimangono solamente 23 esametri, trascritti nell'opera di Seneca il Vecchio:
(Albinovano Pedone, Fr. 1 M.)
I versi superstiti trattano un naufragio avvenuto nell'Oceano durante la spedizione e lasciano trasparire una chiara accentuazione patetica realizzata ricorrendo agli artefici dell'arte declamatoria e ad una tipica impostazione virgiliana.
Inoltre abbiamo notizia di un poema epico, la Theseis ("Teseide") e che scrisse vari epigrammi.